# Warner-Lambert
Warner-Lambert Co fue una empresa, laboratorio y distribuidora intercontinental líder de misceláneos, desde goma de mascar, hasta accesorios de aseo personal como afeitadoras y enjuagues bucales. Desde junio del año 2000, pasó a ser propiedad del laboratorio farmacéutico Pfizer Inc.

## Empresa
Warner Lambert era una corporación con presencia a nivel mundial, que hasta la década de los 80 se había manejado como una empresa multinacional. Con más de 50 mil empleados en su haber, este grupo tenía presencia en más 130 países, en los cinco continentes. Como toda empresa que estaba distribuida a nivel mundial, adoptó el esquema de globalización a principio de los años 90'.

## Historia
Warner-Lambert tuvo sus inicios como una compañía farmacéutica estadounidense. Anteriormente dos entidades separadas, la primera empresa se inició en 1856 cuando William R. Warner fundó una droguería en Filadelfia. Warner llegó a inventar un proceso de tabletas de recubrimiento ganándose un lugar en la Institución Smithsonian. La segunda mitad del nombre vino de Jordania Trigo Lambert, fundador de la Lambert Pharmacal Company, los fabricantes del reconocido enjuague bucal Listerine. Las dos empresas se fusionaron en 1955 para formar Warner-Lambert.
Con los años, la compañía se expandió a través de muchas fusiones y adquisiciones para convertirse en un competidor internacional en varios negocios. En 1976, Warner-Lambert se hizo cargo de Parke-Davis, que fue fundada en Detroit en 1866, por Hervey Parke y George Davis. Esto fue seguido por adquisiciones de Wilkinson Sword en 1993 y Agouron en 1999.
A finales de los años 90, Warner-Lambert formó una alianza con Pfizer para llevar su droga, Lipitor, al mercado. Lipitor puso en marcha en enero de 1997 y el éxito fue rotundo, llegando a $ 1.2 Billones en las ventas nacionales dentro de sus primeros 12 meses en el mercado.
Tras tal éxito, Warner-Lambert conformó una extensión de Pfizer el día 7 de febrero del año 2000, en un acuerdo de 9,000 (nueve mil) millones de dólares. Más tarde, en junio de ese mismo año, fue adquirida por completo por la compañía Pfizer Inc.

### Warner-Lambert en Venezuela
La empresa marcó un hito en la cultura popular del Venezolano, hasta el punto de sustituir en muchos de los casos, el nombre del producto por el de la marca en sí misma, de tal forma que las personas al ir de compras, no pedían goma de mascar, ni maquinillas de afeitar o enjuagues bucales, sino Chiclets (Adams), Prestobarba (Schick) y Listerine (Lambert, posteriormente Pfizer y finalmente Johnson & Johnson), todos productos clave de la prestigiosa compañía; detalles que aún en la actualidad se conservan a pesar de no conseguirse con la misma frecuencia en los anaqueles de las droguerías. Tras los problemas cada vez más frecuentes y que acaecían perennemente con más peso en la empresa por agencias como PETA, por experimentar con animales o denuncias por emisiones tóxicas en otras sucursales internacionales, aunado a las políticas socioeconómicas por las que el país estaba encaminándose, la empresa tuvo un declive que finalmente la obligó a salir de Venezuela.
No obstante, para salir triunfantes ante la derrota económica, la empresa se asoció a filiales menores de distribución regional y nacional, otorgándole al mayor de sus vendedores la oportunidad de concursar por un Fiat Uno y en segundo lugar, viajes a Nueva Esparta, entre otros sitios turísticos de Venezuela, todo esto durante los 2 últimos años de Warner-Lambert antes de su unión completa con Pfizer. En ambos años (1998 - 1999) el premio mayor (Ambos carros, respectivos a cada año) fueron otorgados al vendedor autorizado Freddy Braca, de origen Apureño que residía en Valencia y de distribuidora independiente, quien incluso con sus ventas triplicaba el índice de demanda de los productos que otras compañías y distribuidoras internacionales; como la compañía alemana Makro (con un poder adquisitivo y empresarial mucho más amplio), no habían podido lograr. El hombre vendió tanto o más de lo necesario para comprarse más o mejores autos que los dos Fiats que entregaban como premio, por lo que fue felicitado por gerentes que vinieron directamente desde Estados Unidos y galardonado por los supervisores de ambos países. La noticia nunca fue registrada y no se supo más de tal trabajador. Dos Años después, Warner-Lambert migró del país y concluyó su historia como empresa internacionalmente, tras los ya mencionados acuerdos millonarios con Pfizer.

## Productos
Algunos de los productos que nacieron entre las diferentes asociaciones de la empresa fueron:
- Anusol
- Benadryl
- Bubblicious
- Capsugel
- Certs
- Chiclets
- Cinn*A*Burst
- Clorets
- Dentyne
- Efferdent
- Fruit*A*Burst
- Halls
- Listerine
- Lubriderm
- Mint*A*Burst
- Neosporin
- Nix
- Rolaids
- Schick
- Tetra
- Trident
- Tucks
- Wilkinson Sword
- Zantac 75